# 法月惣次郎
法月 惣次郎（のりづき そうじろう、1912年（明治45年）1月1日 - 1995年（平成7年）3月12日）は望遠鏡製作者。静岡県焼津市生まれ。

## 概要
鉄工所を経営するかたわら、日本初のパラボラ式電波望遠鏡の製作をはじめとし、約400台の望遠鏡を作った。その多くが天文台、研究所、大学で使用され、日本の天文学を支えた。「日本には、秘密の精密工場があるに違いない」と、世界中の技術者に言わしめた、天体望遠鏡製作の世界的権威であったが、本人は生涯を職人気質で通した。大胆かつ緻密な手法に、世界中の天文学者、技術者からの信頼を得ていた。
製作した主な望遠鏡には、美星天文台101cm赤道儀式天体望遠鏡、早稲田大学2.4m電波望遠鏡、栃木県子ども総合科学館75cm赤道儀式天体望遠鏡などがある。

## 年譜
- 1912年（明治45年）1月、志太郡和田村（現在は焼津市）で生まれる。
- 1926年（大正15年）3月、和田村立和田尋常高等小学校高等科卒業。
- 同年4月、松永重兵衛氏（旧焼津町鍛冶屋）に丁稚奉公に入る。（14歳）
- 1933年（昭和8年）4月、谷内村鉄工（静岡市木工機械製作）に勤務。（21歳）
- 1934年（昭和9年）、（株）マルクニ鉄工所（旧清水市草薙）に入社
- 1936年（昭和11年）3月、蒔山ふさと結婚。（25歳）
- 同年4月、法月鉄工所を創立（フライス盤などの機械を製作）
- 1943年（昭和18年）4月、市内鉄工所6社と合併。三和製作所焼津工場となり、その所長に就任。（32歳）
- 同年12月、焼津女子商業学校設立陳情書に署名。
- 1945年（昭和20年）8月、終戦。三和製作所の再建を図りながら、個人経営を兼務。
- 1948年（昭和23年）、島田理化工業株式会社との取引開始。
- 1949年（昭和24年）2月、三和製作所解散。（三和鉄工所が引き継ぐ）
- 1950年（昭和25年）、名古屋大学空電研究所の赤道儀式パラボラ電波望遠鏡を製作納付。（第一号）
- 1953年（昭和28年）4月、法月鉄工所を法人組織とする。（41歳）
- 1955年（昭和30年）4月、上野博物館及び東京天文台設置用太陽電波望遠鏡等の製作、諸測定器の製作。
- 1957年（昭和32年）11月、伊藤精機株式会社と契約。松平式振動試験機の製作。
- 1966年（昭和41年）12月、名古屋大学空電研究所へ3m電波望遠鏡34基納入。
- 同年同月　電波研究所平磯支所の10mパラボラアンテナ設置工事、測定器の生産継続。
- 1968年（昭和43年）1月東京天文台8m電波望遠鏡23基、野辺山へ据付。
- 同年8月、東京天文台6m電波望遠鏡架台製作、三鷹へ据付。
- 1969年（昭和44年）3月、郵政省電波研究所衛星磁気モーメント測定装置納入。
- 1970年（昭和45年）5月、35GHz太陽波追尾装置51基名古屋大学納入。
- 1973年（昭和48年）2月、太陽電波写真用パラボラ装置17基、名古屋大学理学部へ納入。
- 同年6月、1.1m赤外線望遠鏡、京都大学理学部へ納入。
- 1974年（昭和49年）3月、東京大学宇宙研、内之浦実験場60センチ望遠鏡納入。
- 同年　12月名古屋大学全自動太陽電波受信装置、及び赤道儀式反射鏡付パラボラアンテナ17基納入。国土地理院、40cm望遠鏡納入。
- 1975年（昭和50年）2月、東京天文台堂平観測所、3.8m望遠鏡納入。
- 同年　12月海上保安庁伊豆白浜観測所、赤道儀式60cm望遠鏡納入。
- 1976年（昭和51年）3月、国立公害研究所、経緯儀式1.5m望遠鏡納入。
- 1977年（昭和52年）2月、株式会社法月鉄工所、解散。（65歳）
- 1978年（昭和53年）1月、法月技研、個人経営にて再発足。（66歳）
- 1979年（昭和54年）3月、海上保安庁下里水路部観測所、赤道儀式60cm望遠鏡納入。
- 1980年（昭和55年）3月、宇宙開発事業団筑波宇宙センター、磁気観測装置4台納入。
- 1981年（昭和56年）3月、東京天文台野辺山観測所、太陽電波望遠鏡90GHzミリ波納入。
- 1982年（昭和57年）3月、名古屋大学理学部、4mミリ波電波望遠鏡納入。
- 1983年（昭和58年）3月、東洋大学工学部、4mミリ波電波望遠鏡納入。
- 1984年（昭和59年）2月、駿台学園軽井沢天文台、経緯儀式75cm天体望遠鏡1台納入。
- 1985年（昭和60年）7月、東京ガス、30cmレーザーレーダー望遠鏡納入。
- 同年8月、日原天文台、経緯儀式75cm天体望遠鏡納入。
- 1987年（昭和62年）12月、栃木県子ども総合科学館、赤道儀式75cm天体望遠鏡1台納入。
- 1990年（平成2年）3月、早稲田大学2.4m電波望遠鏡64台納入。
- 1993年（平成5年）3月、美星町天文台、101cm赤道儀式天体望遠鏡納入。
- 同年、焼津市のディスカバリーパーク焼津天文科学館に80cm赤道儀式天体望遠鏡を納入。静岡県内最大の望遠鏡。また最後の製作物となった[2]。
- 1995年（平成7年）3月、83歳にて永眠。

## 上記以外の望遠鏡、機器納入先
- 木更津高専
- 三菱電機鎌倉工場
- 山形大学
- 中部工大
- NHK技術研究所
- 電電公社
- 日立電子
- 日本電子
- 上智大学

## 表彰
- 1987年（昭和62年）4月、吉川英治文化賞
- 1988年（昭和63年）4月、科学技術庁長官賞
- 1990年（平成2年）12月、宇宙電波懇談会賞

## 法月技研
1977年（昭和52年）2月の株式会社法月鉄工所が解散後、法月惣次郎が翌年1月に個人的に設立した。工場は和田神社（焼津市田尻）の東側にあったが、現在は昭和鉄工が使用している。多くの天文学者、技術者などが彼を慕い、そこに集まった。

## 参考図書
- 『宇宙へのパイオニア』（焼津天文友の会 編）1996年7月7日、法月技研発行
- 『焼津市史・資料編-四-（近現代）』2002年（焼津市史編さん委員会 著）
- 『広報焼津』（焼津市総務部秘書広報課）